# Наваморалес
Наваморалес (ісп. Navamorales) — муніципалітет в Іспанії, у складі автономної спільноти Кастилія-і-Леон, у провінції Саламанка. Населення — 86 осіб (2010).
Муніципалітет розташований на відстані близько 150 км на захід від Мадрида, 55 км на південь від Саламанки.

## Галерея зображень

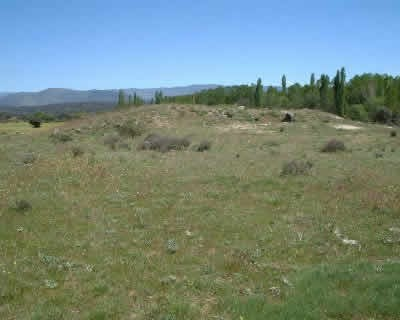
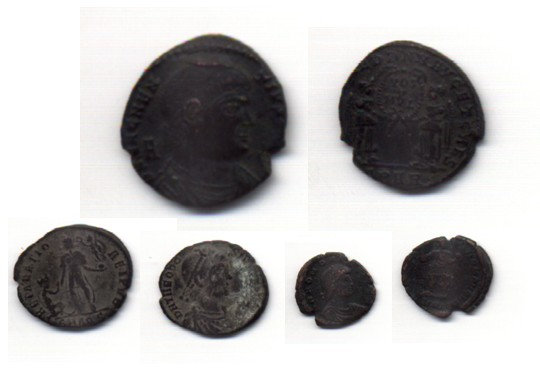
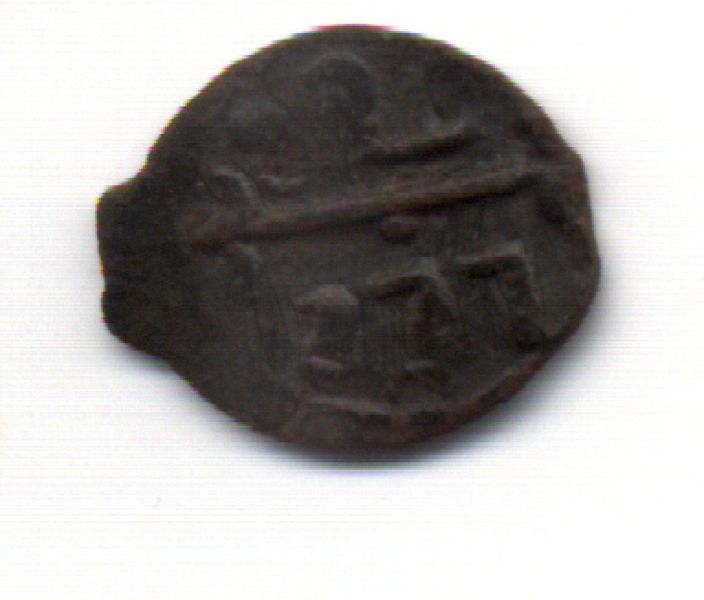
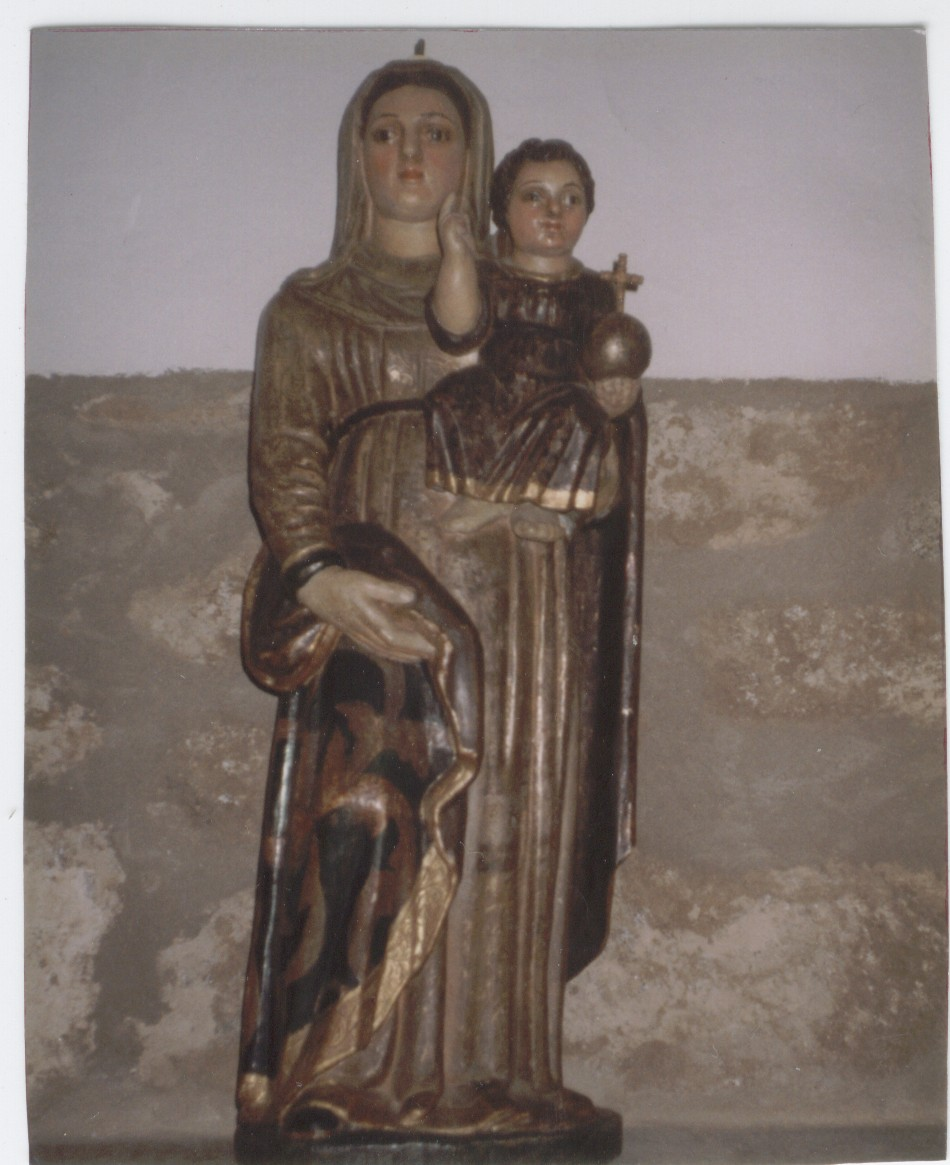
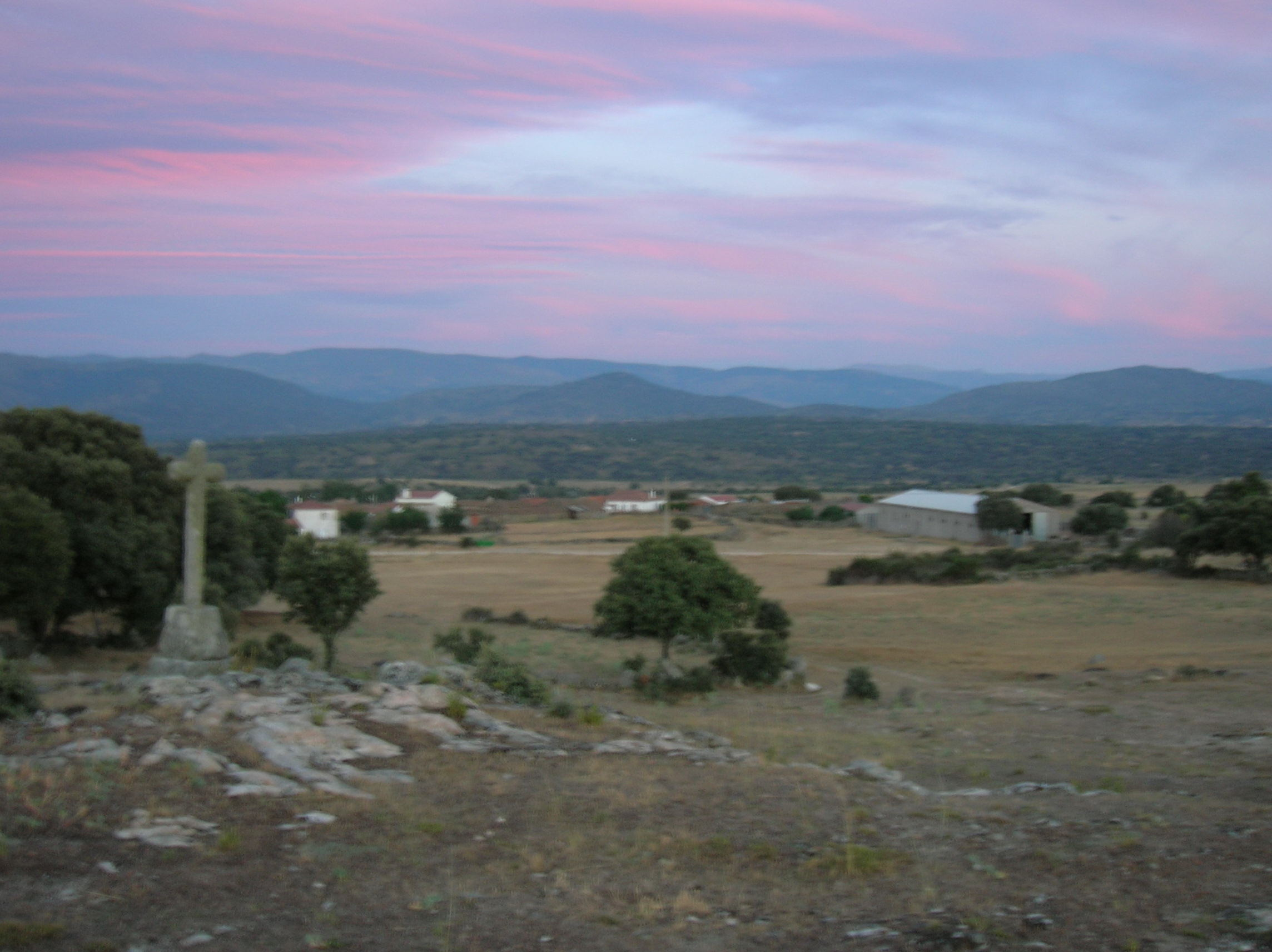

## Демографія
Динаміка населення (INE ):